# Delirious?
I Delirious? sono stati un gruppo musicale christian rock britannico attivo dal 1992 al 2009.

## Storia del gruppo
Il gruppo, originario di Littlehampton (Inghilterra), si è formato nel 1992 con il nome The Cutting Edge Band. 
I primi membri del gruppo sono Tim Jupp e Martin Smith.
Il gruppo ha assunto il nome Delirious? nel 1995.
Tra i loro brani più conosciuti vi sono Rain Down, Majesty, Lord You Have My Heart, Thank You for Saving Me, Did You Feel the Mountains Tremble?, What a Friend I've Found e I Could Sing of Your Love Forever.
La band si è sciolta ufficialmente nel 2009.

## Formazione
- Martin Smith - voce, chitarra (1992-2009)
- Stu G - chitarra, cori (1994-2009)
- Tim Jupp - tastiere (1992-2009)
- Jon Thatcher - basso (1995-2009)
- Stew Smith - batteria, percussioni (1992-2008)
- Paul Evans - batteria, percussioni (2008-2009)

## Discografia
Album studio
- 1994 - Cutting Edge
- 1997 - King of Fools
- 1999 - Mezzamorphis
- 2000 - Glo
- 2001 - Audio Lessonover?
- 2002 - Touch
- 2003 - World Service
- 2005 - The Mission Bell
- 2008 - Kingdom of Comfort

Album live
- 1996 - Live & In the Can
- 1998 - d:tour 1997 Live
- 2002 - Access:d
- 2004 - UP: Unified Praise (con Hillsong United)
- 2006 - Now Is the Time - Live at Willow Creek
- 2009 - My Soul Sings
- 2010 - Farewell Show

Raccolte
- 2001 - Deeper
- 2002 - Libertad
- 2009 - History Makers